# Warm Springs (Georgia)
Warm Springs è una città degli Stati Uniti d'America, situata nella contea di Meriwether, nello Stato della Georgia. Secondo il censimento avvenuto nel 2000 ha una popolazione di 485 persone.

## Geografia fisica
Warm Springs ha una superficie di 3,1 km², dei quali lo 0,83% è occupato da acque interne.

## Storia
Dopo il 1921 Franklin Delano Roosevelt passò molto tempo a Warm Springs per la presenza di sorgenti calde, nel tentativo di curare la sua paralisi agli arti inferiori. Fece costruire una casa chiamata la Piccola Casa Bianca (Little White House), dove morì il 12 aprile 1945. Successivamente l'edificio divenne un museo. Inaugurò anche il Roosevelt Warm Springs Institute for Rehabilitation, ancora attivo.